# Tần Văn công
Tần Văn công (chữ Hán: 秦文公, trị vì: 765 TCN – 716 TCN), là vị vua thứ bảy của nước Tần - chư hầu nhà Chu trong lịch sử Trung Quốc.

## Sự nghiệp
Theo Sử ký, Tần Văn công là con của Tần Tương công, vua thứ 6 nước Tần. Năm 766 TCN, Tần Tương công mất, ông lên nối ngôi.
Năm 762 TCN, Tần Văn công đi đến vùng nơi sông Vị Thủy và sông Khiên Thủy giao nhau, bói được quẻ tốt bèn dời thành ấp về đó vì mục đích quân sự. Năm 756 TCN, Tần Văn công dựng Chỉ đàn ở huyện Phu.
Năm 754 TCN, ông bắt đầu đặt chức sử quan ghi chép các sự kiện lịch sử của nước Tần. Dân chúng nước Tần nhiều người được giáo hóa.
Năm 750 TCN, Tần Văn công mang quân đánh Tây Nhung, thắng trận. Quân Tây Nhung bỏ chạy. Ông bèn tập hợp các di dân cũ của nhà Chu, làm chủ một vùng rộng lớn tới Kỳ Sơn. Từ Kỳ Sơn về phía đông, ông cắt đất và dân chúng dâng cho Chu Bình Vương.
Năm 746 TCN, ông đặt ra hình phạt tru di tam tộc.
Năm 718 TCN, thế tử qua đời, ông đặt cho tên thụy là Tĩnh công và lập cháu nội là con Tĩnh công năm đó lên 8 tuổi làm người kế nghiệp.
Năm 716 TCN, Tần Văn công qua đời. Ông ở ngôi được 50 năm, được an táng tại Tây Sơn. Cháu đích tôn là Tần Ninh công lên nối ngôi.